# 浅野泰久
浅野 泰久（あさの やすひさ）は、日本の農芸化学者。富山県立大学生物工学研究センター所長・工学部教授。専門は、酵素化学・酵素工学・応用微生物学・有機化学。農学博士（京都大学）。2011年紫綬褒章授章。

## 概要
酵素化学・酵素工学・応用微生物学・有機化学を専攻する農芸化学者である。蛋白質の高次構造解析により得られた情報に基づき、異種蛋白質の可溶性の研究や酵素の探索に取り組んだことで知られる。京都大学で学び、パデュー大学薬学部博士研究員、オハイオ州立大学理学部博士研究員、財団法人相模中央化学研究所副主任研究員、富山県立大学工学部助教授、富山県立大学附属図書館館長、浅野酵素活性分子プロジェクト研究総括などを歴任した。

## 来歴

### 生い立ち
富山県立富山中部高等学校を経て、1975年（昭和50年）3月に京都大学農学部農芸化学科卒業。それに伴い、農学士の学位を取得。1980年（昭和55年）3月、京都大学大学院農学研究科農芸化学専攻博士課程修了。1982年（昭和57年）3月23日に農学博士（課程博士）。学位論文の題は "Studies on the microbial degradation of nitrile compounds"（学位授与番号：甲第2749号）。

### 農芸化学者として
アメリカ合衆国に渡り、1982年（昭和57年）4月から1984年（昭和59年）3月にかけて、パデュー大学の薬学部やオハイオ州立大学の理学部にて博士研究員を務めた。
日本に帰国後1984年（昭和59年）4月、財団法人相模中央化学研究所研究員として着任。のちに副主任研究員に昇任。
1990年（平成2年）3月に相模中央化学研究所を退職、同年4月より富山県立大学工学部助教授として着任。1995年（平成7年）4月、教授に昇任。2006年（平成18年）4月から2010年（平成22年）3月まで、および、2018年（平成30年）4月から、それぞれ生物工学研究センターの所長を兼務。2011年（平成23年）には、附属図書館の館長も兼務。
なお、2011年（平成23年）から2018年（平成30年）まで、独立行政法人科学技術振興機構による戦略的創造研究推進事業の「ERATO」に採択された「浅野酵素活性分子プロジェクト」にて研究総括を務めた。「ERATO」は、研究総括の所属機関と科学技術振興機構とが共同で本部を設置し研究にあたる事業であり、「浅野酵素活性分子プロジェクト」のために富山県立大学と科学技術振興機構との協働実施体制が構築された。
これまでの功績が評価され、2011年（平成23年）紫綬褒章受章。

## 研究
専門は農芸化学。特に酵素化学・酵素工学・応用微生物学・有機化学といった分野の研究に従事。研究総括を務めた「浅野酵素活性分子プロジェクト」においては、生物由来酵素を遺伝子組み換え等で改変し有用物質を生産することを目指した。

## 略歴
- 1975年 - 京都大学農学部農芸化学科卒業[3]
- 1980年 - 京都大学大学院農学研究科農芸化学専攻博士課程修了[3]
- 1984年 - 相模中央化学研究所研究員[3]
- 1990年
  - 相模中央化学研究所退職[3]
  - 富山県立大学工学部助教授[3]
- 1995年 - 富山県立大学工学部教授[3]
- 2006年 - 富山県立大学生物工学研究センター所長[3]
- 2011年 - 富山県立大学附属図書館館長[3]
- 2018年 - 富山県立大学生物工学研究センター所長[3]

## 受賞等
- 1990年 - 有機合成化学奨励賞[8]
- 1991年 - 農芸化学奨励賞[8]
- 1993年 - とやま賞[8]
- 2004年 - 日本化学会化学技術賞[8]
- 2008年
  - 日本農芸化学会賞[8]
  - バイオインダストリー協会賞[8]
- 2009年 - 日本農芸化学会論文賞[8]
- 2011年 - 紫綬褒章[8][9]
- 2013年 - 富山新聞文化賞[8]
- 2016年 - 日本農芸化学会論文賞[8]
- 2018年 - 生物工学賞[8]

### 註釈
1. ↑  財団法人相模中央化学研究所は、2010年に公益財団法人相模中央化学研究所に改組された。
2. ↑  独立行政法人科学技術振興機構は、2015年に国立研究開発法人科学技術振興機構に改組された。